# Eriopyga velutina
Eriopyga velutina là một loài bướm đêm trong họ Noctuidae.